# Đại học Calgary
Viện Đại học Calgary hay Đại học Calgary (tiếng Anh: University of Calgary, còn gọi là UCalgary) là một viện đại học nghiên cứu công lập ở Calgary, Alberta, Canada. Được thành lập vào năm 1966(sau khi điều hành như là các chi nhánh Calgary của Viện Đại học Alberta kể từ năm 1945) UCalgary bao gồm 14 khoa, hơn 85 viện nghiên cứu và trung tâm.
Hơn 25.000 sinh viên hai năm đầu đại học và 5.500 sinh viên tốt nghiệp hiện đang theo học tại UCalgary, tổng cộng đã có 145.000 sinh viên đã tốt nghiệp, bao gồm cả nguyên Thủ tướng Chính phủ của Canada, Stephen Harper, và phi hành gia Canada Robert Thirsk.
UCalgary là một trong những trường đại học nghiên cứu hàng đầu của Canada (dựa trên số lượng Ghế nghiên cứu Canada) và là một thành viên của U15 (trong 15 viện đại học nghiên cứu chuyên sâu ở Canada).

## Lịch sử
UCalgary đã được thành lập vào năm 1966, nhưng nguồn gốc của nó từ hơn nửa thế kỷ trước đó với việc thành lập trường học sư phạm ở Calgary vào năm 1905. Trường sư phạm Alberta đã được thành lập tại Calgary để đào tạo giáo viên tiểu học và trung học trong tỉnh mới. Tuy nhiên, những người dân của Calgary đã cố gắng thành lập một trường đại học công lập ở Calgary. "Một đạo luật hợp nhất Đại học Calgary" đã được đệ trình ra cơ quan lập pháp Alberta trong một nỗ lực để thiết lập một trường đại học tư nhân ở Calgary. Cơ quan lập pháp cho phép tổ chức hợp nhất có tên là 'Calgary College', chứ không phải là Đại học Calgary '. 

## Liên kết bên ngoài
- Official site of the University of Calgary
- Official site of the University of Calgary - Qatar Lưu trữ ngày 22 tháng 9 năm 2010 tại Wayback Machine